# Бразильська робітнича партія
Бразильська робітнича партія (БРП)  — політична партія Бразилії.

## Історія
Партію було засновано 15 травня 1945 року, існувала до 1965 року, коли військовий режим ліквідував багатопартійну систему в країні. Сучасна партія була зареєстрована 1981 року. Провадить центристську та популістську політику. Голова партії (з 2006 року) — Роберту Джефферсон.